# لوسلند
لوسلند (به انگلیسی: Luseland) یک منطقهٔ مسکونی در کانادا است که در ساسکاچوان واقع شده‌است. لوسلند ۱٫۵۳ کیلومتر مربع مساحت و ۵۶۶ نفر جمعیت دارد.